# 재클린 호세
재클린 호세(Jaclyn Jose, 1963년 10월 21일~2024년 3월 2일)는 필리핀의 배우이다. 영화 《마'로사》로 2016년 칸 영화제 여우주연상을 수상했다.

## 출연 작품
- 마'로사(2016)
- 다음 상영작(2008)
- 서비스(2008)
- 행복한 장의사 가족(2007)
- 새총(2007)
- 돈솔(2006)
- 마사지사(2005)
- 쿠라차, 쉬지 못하는 여인(1998)
- 검은 유혹(1988)
- 프라이빗 쇼(1985)